# 印城藍人
印城藍人（英語：Indianapolis Blues）是一支19世紀的美國職棒球隊。球隊成立於1878年，僅維持一年便解散。球隊由約翰·克拉普領軍，整季拿下24勝36敗，排名聯盟第五。
右外野手歐拉特·沙弗為球隊表現最好的打者，1878年他繳出3成38的打擊率與4成55的長打率。投手方面則是由愛德華·諾蘭表現最佳（1878年拿下13勝22敗，防禦率2.57）。

## 球隊先發名單
- 約翰·克拉普（英语：John Clapp (baseball)）
- 亞特·克羅夫特（英语：Art Croft）
- 席爾佛·弗林特（英语：Silver Flint）
- 吉米·哈里南（英语：Jimmy Hallinan）
- 湯姆·赫伊利（英语：Tom Healey）
- 吉姆·麥科米克（英语：Jim McCormick (pitcher)）
- 拉斯·麥凱爾維（英语：Russ McKelvy）
- 坎迪·尼爾森（英语：Candy Nelson）
- 愛德華·諾蘭（英语：The Only Nolan）
- 喬·奎斯特（英语：Joe Quest）
- 歐拉特·沙弗（英语：Orator Shafer）
- 弗瑞德·華納（英语：Fred Warner (baseball)）
- 內德·威廉森（英语：Ned Williamson）

## 外部連結
- Baseball Reference Team Index （页面存档备份，存于）